# IC 4141
IC 4141 est une vaste galaxie spirale relativement éloignée, située dans la constellation de la Chevelure de Bérénice. Sa vitesse par rapport au fond diffus cosmologique est de 20 180 ± 21 km/s, ce qui correspond à une distance de Hubble de 297,7 ± 20,8 Mpc (∼971 millions d'al). IC 4141 a été découverte par l'astronome allemand Max Wolf en 1904.
Selon la base de données Simbad, IC 4141 est une galaxie LINER, c'est-à-dire une galaxie dont le noyau présente un spectre d'émission caractérisé par de larges raies d'atomes faiblement ionisés.
En raison d'une brillance de surface égale à 15,26 mag/am2, on peut qualifier IC 4141 de galaxie à faible brillance de surface (LSB en anglais pour low surface brightness). Les galaxies LSB sont des galaxies diffuses (D) avec une brillance de surface inférieure de moins d'une magnitude à celle du ciel nocturne ambiant.

## Galaxie méduse
IC 4141 (JW39) est un cas d'école d'un type de galaxie dit « méduse ». Les galaxies méduses sont des galaxies dépouillées de leur milieu interstellaire par leur interaction avec leur environnement, plus précisément avec le milieu intra-amas qu'elles traversent à vive allure. Ces galaxies se caractérisent par la présence d'une traîne de gaz et d'étoiles dans leur sillage.
IC 4141 traverse le milieu intra-amas de son amas de galaxies, Abell 1668. Elle présente de nombreuses régions de formation stellaire et un bras spiral distordu, façonné par les phénomènes qui animent la galaxie.